# تپه زیر جوب ۳۳ - ک
تپه زیر جوب ۳۳ - ک مربوط به عصر مس جدید- دوره اشکانیان است و در شهرستان کنگاور، روستای شورچه واقع شده و این اثر در تاریخ ۱۰ دی ۱۳۸۱ با شمارهٔ ثبت ۶۶۳۶ به‌عنوان یکی از آثار ملی ایران به ثبت رسیده است.